# André Streignart
André Streignart, né en 1535 à Kemexhe, près de Liège, et mort le 17 mai 1615 à l'âge de 80 ans, était un prêtre religieux carme qui fut évêque auxiliaire de Liège de 1578 à sa mort, avec siège titulaire de Thagaste (de). Comme son successeur, il s'oppose à la propagation du luthéranisme et du calvinisme dans le diocèse de Liège. Son corps était enterré dans le chœur de l'église des Carmes-en-Île de Liège.

## Biographie
André Streignart, profès du Couvent des Carmes de cette ville, dont il est prieur durant plusieurs années, après avoir enseigné longtemps la théologie, est choisi par Gérard de Groesbeek, évêque de Liège, pour succéder comme évêque auxiliaire à Grégoire Sylvius. Le Pape Grégoire XIII lui assigne, le 28 juin 1578, le diocèse in partibus infidelium de Thagaste (de), qui fut également celui qu'avait reçu son prédécesseur.
En 1579, la ville de Maastricht ayant été prise le 29 juin, par le Duc de Parme, après un siège des plus mémorables, l'église Saint-Servais, profanée par les Huguenots, fut réconciliée par l'évêque auxiliaire de Liège. On fit deux fois la procession du Saint-Sacrement dans la ville pour réparer les profanations commises par les sectaires.
André Streignart assista Gérard de Groesbeek à sa mort le 28 décembre 1580. Ernest de Bavière, le nouveau Prince-Évêque de Liège, le confirma comme son auxiliaire et proche collaborateur. Ferdinand de Bavière, son successeur, en fit de même. L'an 1595 et les deux années suivantes, l'auxiliaire dut, comme Prince-Abbé de Abbaye de Stavelot, examiner une cause très délicate. Un moine de cette abbaye, Jean Delvaux, fut accusé de magie, de maléfice et d'autres crimes. André Streignart et quelques autres eurent comme mission de faire les enquêtes juridiques appropriées. L'accusé fut déclaré coupable, de par son propre aveu, défroqué le 2 avril 1597 et livré au bras séculier. Il fut condamné à avoir la tête tranchée. La peine ordinaire des sorciers, en ce temps-là, qui était d'être brûlés vifs, ayant été adoucie en sa faveur à raison de cinq années de prison qu'il avait déjà effectuées.
L'année suivante, Streignart se rend à Aix-la-Chapelle où il administrera pendant plusieurs jours le sacrement de confirmation qui depuis longtemps n'y avait pas été conféré. Cette omission ne peut être attribuée à la négligence des évêques de Liège, mais aux troubles auxquels la ville d'Aix-la-Chapelle était en proie constamment depuis que les prescriptions du duc d'Albe avaient fait refluer nombre de catholiques.
Un décret de l'empereur, en date du 30 juin 1598, dont l'exécution est confiée, entre autres à l'évêque de Liège, ayant mis un terme aux désordres occasionnés par les différents sectaires, le prélat profita de cette circonstance pour y envoyer son auxiliaire. Les écoles y sont visitées et la plupart trouvées infectées des erreurs de l'hérésie. Pour remédier à cet état de l'instruction publique, l'évêque de Liège, sur le rapport de ses Commissaires, se range à l'avis du chapitre d'Aix-la-Chapelle, et y envoie des Pères Jésuites qui se chargèrent de l'enseignement. Un Collège y est construit à partir de 1600 et l'évêque auxiliaire de Liège posa la première pierre de l'église en l'honneur de l'Archange Saint-Michel.
L'établissement des Clarisses à Liège date de cet auxiliaire ainsi que l'arrivée des Jésuites anglais (en exil) et des Capucins, dont il dédia, en 1608, l'église que de riches particuliers mais surtout M. Jean Curtius, seigneur d'Oupeye, leur avait fait bâtir avec un couvent. Le 26 octobre de l'année suivante, il fit la même cérémonie à l'égard de l'église des Religieux du même ordre à Huy où ils avaient été établis en 1608 par M. Christiani, chanoine et chantre de la Collégiale Saint-Martin de Liège. 
André Streignart qui s'opposa à la propagation du luthéranisme et du calvinisme dans le pays de Liège, mourut le 17 mai de l'an 1615 âgé de 80 ans. Son corps était enterré dans le chœur de l'église des Carmes-en-Île de Liège, devant le maître-autel, sous une tombe de marbre avec une inscription.
Etienne Strecheus, fondateur du couvent des Ursulines de Liège succède à André Streignart comme évêque auxiliaire de Liège, avec le titre d'évêque de Dionysie.